# ۶۹۶ (خورشیدی)
۶۹۶ ششصد و نود و ششمین سال هجری خورشیدی است.